# Institutul Național de Geriatrie și Gerontologie „Ana Aslan”
Institutul Național de Geriatrie și Gerontologie „Ana Aslan” a fost conceput de Dna. acad. prof. dr. Ana Aslan și a fost înființat în anul 1952, printr-o hotărâre guvernamentală.
Institutul a fost primul de profil de pe glob, a devenit foarte repede celebru: pe parcursul anilor, peste 30 de șefi de state și un număr impresionant de personalități celebre din lumea artistică și culturală din lumea întreagă s-au numărat printre pacienții Institutului, și s-a dezvoltat rapid ajungând la un număr de 600 de paturi în clinicile din Otopeni și str. Căldărușani, București sectorul 1. S-au organizat, de asemenea, un ambulatoriu în București, plus 190 de cabinete de geriatrie în toată țara, inclusiv secțiile exterioare din hotelurile de la Eforie, Mangalia, Herculane etc.
Beneficiul adus statului, în perioada 1972-1985, era între 15-17 milioane de dolari pe an. După 1990, a urmat, inerent, o perioadă mai grea, depășită și grație priorității mondiale recunoscute Școlii de Geriatrie din România: s-au restabilit și extins colaborările cu clinicile din Suedia, Franța, Italia, Spania, Indonezia, Tailanda și Orientul Mijlociu; în activitatea de cercetare și profesională au apărut opțiuni noi, care au ca obiectiv atât programul de prevenție al factorilor de risc, începând cu vârsta de 45 de ani, cât și tratamentul polipatologiei specifice vârstnicului.
Într-un program de evaluare  a spitalelor din țară, realizat în anul 2002 de Banca Mondială la cererea Ministerul Sănătății, dintre cele 23 de spitale apreciate ca viabile, din totalul celor 60 controlate, Institutul „Ana Aslan” a fost apreciat ca având perspectivele cele mai spectaculoase de dezvoltare. Printre criteriile ce au stat la baza acestei clasificări se enumeră:
- Institutul este atât de interes național, cât și internațional cu un grad de ocupare de 100%, făcându-se liste de așteptare pentru cei care doresc să se trateze.
- Are contracte de cercetare cu cele mai prestigioase institute din lume.
- Amplasarea Clinicii Otopeni este optimă, situându-se în afara zonei seismice a Capitalei, în apropierea aeroportului.
- În ultimii ani s-au făcut investiții de peste 34 miliarde lei pentru reabilitarea clădirilor și dotarea cu aparatura medicală necesară. Finanțarea s-a făcut prin banii obținuți de la M.S.F., Casa de Asigurări București, Programe de Prevenție, Programul Thempus și venituri proprii. În anul 2002, Institutul a împlinit 50 de ani de activitate, iar Robert Taylor, reprezentantul Băncii Mondiale, în Raportul final îl cataloghează ca "Perla Coroanei" a spitalelor din România.